# Condado de El Abra
El condado de El Abra es un título nobiliario español creado por Francisco Franco el 18 de julio de 1969, a favor de Alfonso de Churruca y Calbetón, empresario, diputado a Cortes (1920), gran-cruz de la Real Orden de Isabel la Católica, medalla de oro al Mérito en el Trabajo, medalla de Bilbao y medalla de Motrico.

## Denominación
La denominación del título hace referencia a la bahía de El Abra, en la costa de Vizcaya, entre Guecho, Santurce y Portugalete. 
Su yerno Santiago de Ybarra y Zapata de Calatayud (esposo de la futura II condesa), Teniente de Infantería, falleció el 18 de julio de 1937 en el frente de Madrid.

## Carta de otorgamiento
El título nobiliario se le otorgó por: 

«Los méritos que concurren en don Alfonso de Churruca y Calbetón, a lo largo de toda una dilatada vida dedicada íntegramente a la mejora de los medios de producción, a la apertura de nuevas fuentes de riqueza y, en definitíva, a la promoción de las disponibilidades técnicas e industriales de nuestra Patria, y en especial de Vizcaya, le hacen acreedor a la merced de un título nobiliario con motivo de la efemérides gloriosa del dieciocho de julio, al cumplirse en el presente año el treinta aniversario de la terminación de la  Cruzada, en cuya última batalla en el frente de Toledo dio su vida por los altos ideales que la inspiraron su hijo Alfonso, condecorado con la Medalla Militar individual.....».
Decreto 1905/1969, de 18 de julio. Publicado en el B.O.E. el 13 de septiembre de 1969.

## Condes de El Abra
|                               | Titular                                    | Periodo                       |
| Creación por Francisco Franco | Creación por Francisco Franco              | Creación por Francisco Franco |
| ----------------------------- | ------------------------------------------ | ----------------------------- |
| I                             | Alfonso de Churruca y Calbetón             | 1969-1970                     |
| II                            | María de los Dolores de Churruca y Zubiría | 1972-2012                     |
| III                           | Santiago de Ybarra y Churruca              | 2012-actual titular           |

## Historia de los condes de El Abra
- Alfonso de Churruca y Calbetón (1883-1970), I conde de El Abra, empresario, diputado a Cortes (1920), gran-cruz de la Real Orden de Isabel la Católica, medalla de oro al Mérito en el Trabajo, medalla de Bilbao y medalla de Motrico.

Casó con Teresa de Zubiría y Urízar, hija de Luis de Zubiría e Ybarra y de su esposa Florentina Urízar Roales, y nieta materna de Luciano Urízar Echevarría y de su esposa Cesárea Roales San Martín. Le sucedió, por Carta de Sucesión, el 28 de junio de 1972, su hija:
- María de los Dolores de Churruca y Zubiría (1913-2018), II condesa de El Abra.

Casó con Santiago de Ybarra y Zapata de Calatayud (-1937), con quien tuvo dos hijos: Santiago (que sigue) y Emilio de Ybarra y Churruca, anterior presidente del Banco Bilbao Vizcaya Argentaria (quien casó con María de Aznar e Ybarra; teniendo cuatro hijos: Emilio, Ignacio, María y Lucía Ybarra Aznar). Le sucedió, por cesión inter vivos, mediante Real Carta de Sucesión de fecha 9 de mayo de 2002, su hijo primogénito:
- Santiago de Ybarra y Churruca (1935-), III conde de El Abra,[4] doctor ingeniero industrial, caballero de la Real Maestranza de Caballería de Zaragoza, caballero de honor y devoción de la Soberana Orden Militar y Hospitalaria de San Juan de Jerusalén, de Rodas y de Malta, comendador de la Orden de la Estrella de la Solidaridad Italiana, caballero de la orden de Santiago.[6]

Casó en 1992 con María de las Mercedes Baptista y Guevara (Caracas, 1955), abogada y diplomática, cruz de la Orden pro Merito Melitensi de la Soberana Orden Militar y Hospitalaria de San Juan de Jerusalén, de Rodas y de Malta, sin descendencia.